# Amorphophallus longispathaceus
Amorphophallus longispathaceus är en kallaväxtart som beskrevs av Adolf Engler och Karl Gehrmann. Amorphophallus longispathaceus ingår i släktet Amorphophallus och familjen kallaväxter. Inga underarter finns listade.